# Ro-115
Ro-115 — підводний човен Імперського флоту Японії, який брав участь у Другій світовій війні.
Ro-115 спорудили на верфі компанії Kawasaki в Кобе. У березні 1944-го по завершенні тренувань корабель включили до 51-ї дивізії зі складі 7-ї ескадри підводних човнів, яка вела бойові дії в Океанії. 11—22 березня Ro-115 здійснив перехід з Куре на атол Трук у центральній частині Каролінських островів (тут ще до війни створили головну базу японського ВМФ у Океанії, проте в лютому 1944-го вона була розгромлена унаслідок потужного рейду авіаносного з'єднання і тепер перебувала у блокаді та використовувалась передусім підводними човнами).
28 березня — 18 квітня 1944-го човен виходив для бойового патрулювання в районі атола Джалуїт (Маршаллові острови), проте не досягнув якихось успіхів. У день повернення на Трук надійшло повідомлення про наявність у регіоні ворожих сил, так що Ro-115 одразу попрямував у море, проте 19 квітня вже знову був на Труці. 29 квітня американське авіаносне з'єднання завдало по Труку другого удару, після чого Ro-115 до 3 травня знову безрезультатно розшукував ворожі кораблі.
19 травня 1944-го човен вирушив із логістичною місією Труку до Веваку — головного японського гарнізону на північному узбережжі Нової Гвінеї. 27 травня Ro-115 розвантажився, прийняв на борт секретні документи і відплив, а 3 червня прибув на Палау на заході Каролінських островів (колись важливий транспортний хаб, а наразі складова частина головного захисного периметра імперії).
7 червня 1944-го Ro-115 вирушив з Палау на бойове патрулювання між Труком та островом Нова Ірландія, проте невдовзі отримав наказ рухатись в район південніше від острова Гуам, оскільки розпочиналась атака союзників на Маріанські острови (їх японське командування так само вважало частиною головного захисного периметра). 19 червня Ro-115 безрезультатно випустив чотири торпеди по цілях, які командир підводного човна визначив як авіаносці, а 27 червня завершив похід на Труці.
7—17 липня 1944-го човен пройшов з Труку до Йокосуки, а наступного місяця після розформування 51-ї дивізії був переданий до 8-ї ескадри підводних човнів, що діяла у Південно-Східній Азії. 10 серпня Ro-115 вирушив з Йокосуки до Пенангу (база японських підводних човнів на західному узбережжі півострова Малакка). Тут він провів кілька місяців, зокрема, здійснив безрезультатні походи до Бенгальської затоки з 25 жовтня по 8 листопада та з 7 по 28 грудня.
19 січня 1945-го Ro-115 вийшов із Пенангу, щоб діяти біля західного узбережжя філіппінського острова Лусон, на якому пару тижнів тому висадився ворожий десант. Надвечір 31 січня в районі за сотню кілометрів на захід від острова Міндоро легкий крейсер «Бойсі» виявив радаром ціль. Для з'ясування обставин відрядили два есмінці, які у підсумку встановили сонарний контакт з підводним човном та провели скидання глибинних бомб. Хоча спершу це не дало результатів, есмінець «Белл» віднайшов контакт та скинув чергову серію, після якої на поверхні з'явився нафтовий слід. Пізніше до полювання приєднався ескортний есмінець «Алверт Мур», який скинув п'ять серій глибинних бомб (остання атака сталась вже з настанням 1 лютого) в районі витоку пального. Ймовірно, цей бій і призвів до загибелі Ro-115 разом з усіма 59 членами екіпажу.